# Jack Swann
John "Jack" Swann (i vissa sammanhang felaktigt omnämnd som Jack Swan), född 10 juli 1893 i Easington, County Durham, England, död 1990, var en engelsk professionell fotbollsspelare. Swann spelade totalt 257 ligamatcher och gjorde 122 mål för Huddersfield Town, Leeds United, Watford och Queens Park Rangers mellan 1919 och 1928. 
Han spelade i Huddersfields lag i FA-cupfinalen 1920 som laget dock förlorade. I Leeds bidrog han starkt till att laget vann division 2 1923/1924 då han var lagets bäste målskytt, vilket han även var säsongen därefter, 1924/1925. Han spelade total 116 liga- och cupmatcher för Leeds och gjorde 50 mål.